# Bekkhan Mankiev
Bekkhan Mankiev, né le 15 septembre 1986 à Surkhakhi en Ingouchie, est un lutteur russe.

## Biographie
Son frère ainé Nazyr Mankiev est devenu champion olympique en 2008.

## Palmarès

### Jeux olympiques
- participation aux Jeux olympiques d'été de 2012 à Londres

### Championnats du monde
- Médaille de bronze en catégorie des moins de 55 kg en 2011 à Istanbul

### Championnats d'Europe
- Médaille de bronze en catégorie des moins de 55 kg en 2013 à Tbilissi
- Médaille de bronze en catégorie des moins de 55 kg en 2009 à Vilnius